# Schlacht bei Meßkirch
Ostrach – Feldkirch – Stockach I – Verona – Magnano – Cassano d’Adda – Bassignana – Frauenfeld – Winterthur – Zürich I – Trebbia – Mantua – Novi – Döttingen - Vlieter – Bergen – Gotthardpass – Teufelsbrücke – Dietikon – Zürich II – Linth – Muotatal – Näfels – Egmont – Castricum - Genola – Wiesloch – Genua – Rheinklingen – Engen – Stockach II –  Meßkirch – Biberach II – Montebello – Marengo – Höchstädt – Oberhausen – Brión – Hohenlinden – Walserfeld – Pozzolo – Kopenhagen – Algeciras I – Algeciras II
Die Schlacht bei Meßkirch, auch: Schlacht um Mösskirch, am 5. Mai 1800 war eine der blutigsten Schlachten im Zweiten Koalitionskrieg.
Die von Napoleon entsandte französische Rheinarmee unter dem Oberkommando von General Moreau zwang hier das österreichische Heer unter Feldzeugmeister Baron von Kray zum Rückzug und damit zur Räumung Südwestdeutschlands. Meßkirch wurde so zu einer Wegmarke im Prozess des Untergangs der „alten Ordnung“.

## Vorgeschichte
Nach dem Rücktritt des Erzherzogs Karl übernahm Kray den Oberbefehl in Süddeutschland. Kray traf am 17. März zu Donaueschingen ein. Die Hauptarmee war noch 95.000 Mann stark und zwischen Liptingen und Stockach konzentriert. Dem Ansturm der französischen Hauptmacht unter Moreau bei Engen konnten die österreichischen Truppen am 3. Mai nur schwer standhalten. Die Niederlage des Korps des Prinzen von Vaudemont in der zweiten Schlacht bei Stockach und der Anmarsch französischer Verstärkungen unter General Saint-Cyr zwangen Kray zum Rückzug zur Donau. Moreaus Armee blieb am 4. Mai bei Stockach und Engen untätig stehen und unterließ die Verfolgung des Gegners. Am Abend hatten sich Krays Truppen auf neuen Stellungen bei Meßkirch und Tuttlingen abgesetzt. Das französische Korps unter General Sainte-Suzanne war mit 18 Bataillonen und 33 Schwadronen zur Verfolgung auf dem linken Donau-Ufer gegen Geisingen aufgebrochen.

## Die Schlacht

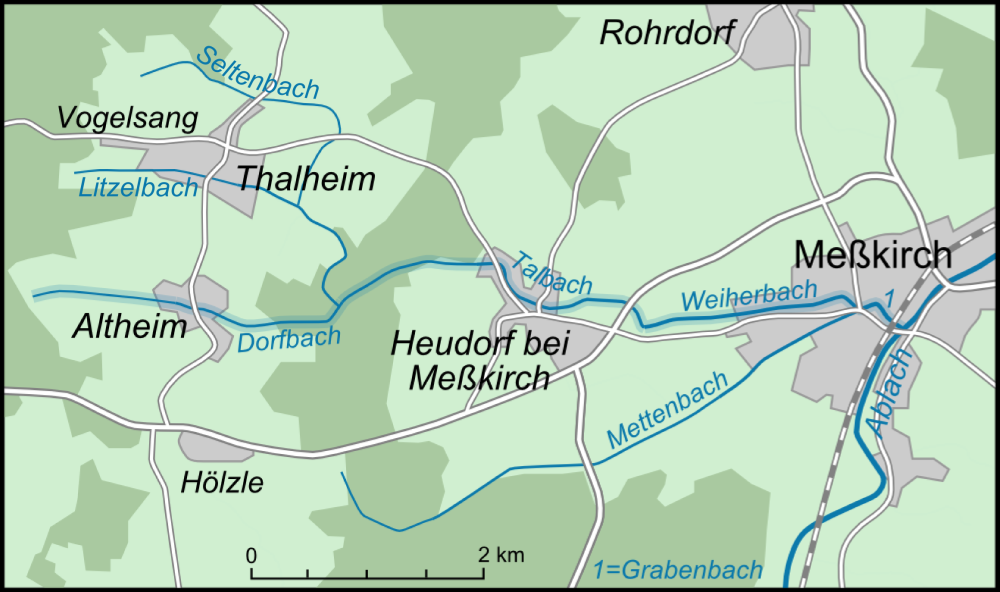
Hauptkampfgebiet

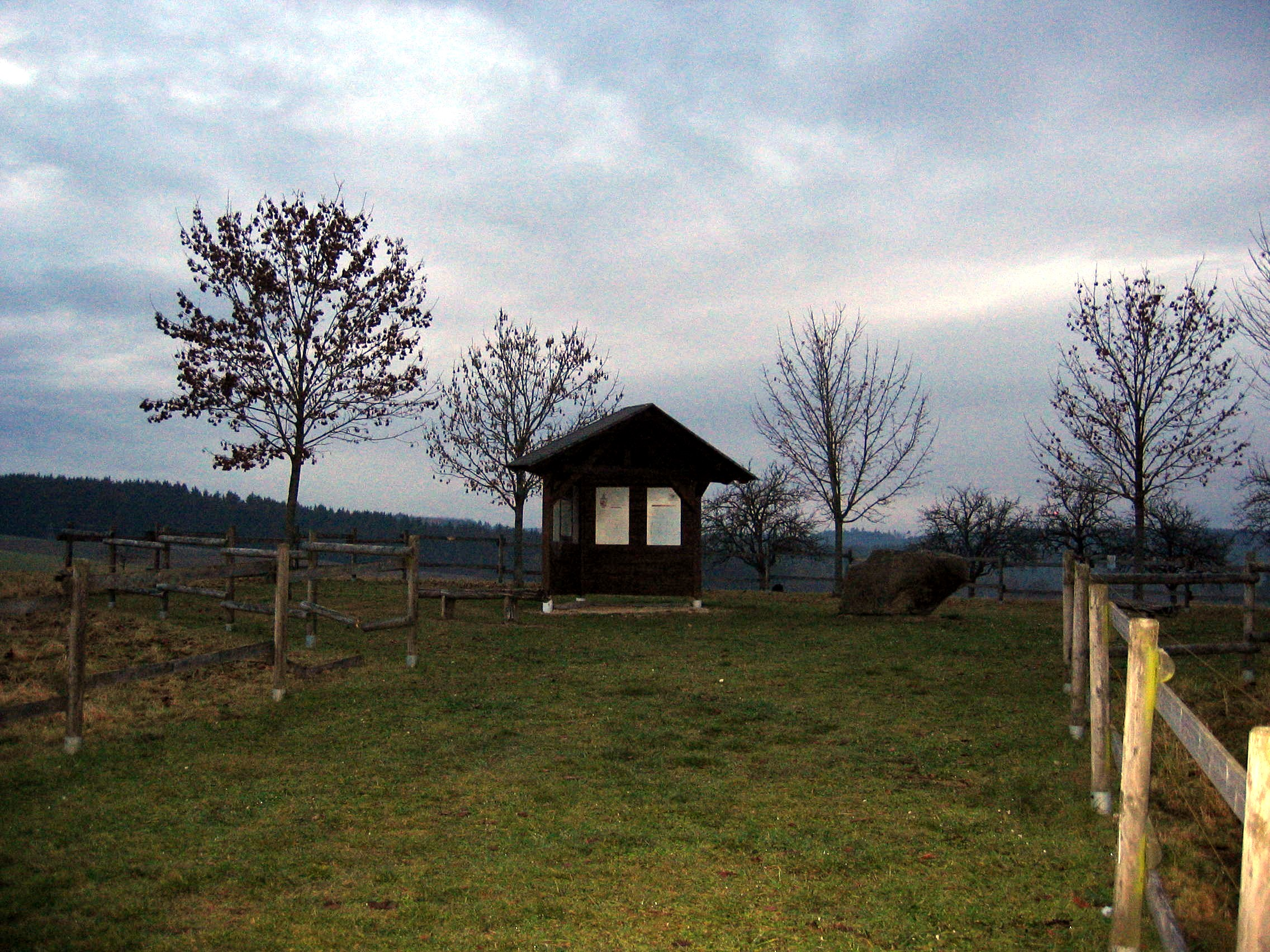
Feldherrenhügel bei Rohrdorf

Am 5. Mai setzten sich auch die restlichen Truppen der Franzosen wieder in Bewegung. Moreau war an Truppenzahl zwar überlegen, aber da beide Flügelkorps (Saint-Cyr und Sainte-Suzanne) separat operierten, waren die Österreicher zwischen Altheim und Meßkirch dem rechten Flügelkorps unter Lecourbe etwa ebenbürtig. Die Franzosen rückten auf einer Linie von etwa fünf Kilometern nach Norden vor, die Divisionen hatten aber nur wenig Verbindung untereinander. Das Korps unter General Lecourbe verfolgte mit 31 Bataillonen und 23 Schwadronen über Krumbach gegen Meßkirch, dahinter folgten unter Nansouty 12 Schwadronen Kavallerie nach. Rechts davon drängten weitere 32 Bataillone und 20 Schwadronen östlich von Sauldorf nordwärts durch den zum Kloster Wald gehörenden sogenannten Klosterwald, an der Spitze die Division Vandamme. Das Korps unter General Saint-Cyr ging mit 27 Bataillonen und 28 Schwadronen gegen Liptingen und Tuttlingen vor.
Moreau glaubte die Österreicher bereits im vollen Rückzug bei Geisingen und war überrascht, Krays Truppen noch südlich der Donau zu finden. Die Truppen Lecourbes und Saint-Cyrs stießen bei Meßkirch und Tuttlingen zuerst auf den Feind. Tuttlingen wurde von Saint-Cyrs Truppen kampflos eingenommen, auf weitere Befehle wartend, wurde hier Stellung bezogen. Derweil kämpfte das Korps Lecourbe bei Meßkirch mit etwa 30.000 Österreichern, die eine sehr vorteilhafte Position oberhalb des Thalbachs eingenommen hatten. Die äußeren Flanken reichten von den Orten Altheim bis Heudorf, mehrere Batterien kontrollierten die Zugänge von Krumbach bis Meßkirch. Im Zentrum beiderseits von Heudorf kommandierte Feldmarschallleutnant Nauendorf. Die österreichischen Divisionen unter Graf Gyulay und Erzherzog Ferdinand bildeten zwischen Worndorf und Neuhausen ob Eck den rechten Flügel. Eine pfälzisch-bayerische Brigade unter General Wrede fungierte als Reserve und wurde während der Schlacht als Rückhalt der angegriffenen Division des Erzherzog Ferdinand aus den Stellungen bei Buchheim nach Thalheim in die vordere Frontlinie vorgezogen.
Lecourbe hatte rechts die Division Vandamme mit der Brigade Molitor an der Spitze durch den Klosterwald zur Umfassung der österreichischen Stellung bei Meßkirch angesetzt, eine Brigade derselben sicherte die offene Flanke nach Osten. Die Divisionen der Generale Montrichard und Lorge marschierten in der Mitte über Krumbach, von wo sich die Division Lorge nach links gegen Altheim wandte. Am linken Flügel rückte die Brigade Bontemps über Schwandorf auf Bietingen heran. Das Vorrücken der vereinzelten Divisionen erfolgte ohne Rückhalt, die erste Division des Reservekorps unter General Delmas war noch nicht eingetroffen, der Rest konnte nicht vor Abend erwartet werden. Zu diesem Zeitpunkt weilte Moreau noch in Stockach, so dass der ranghöchste General Lecourbe die Schlacht führte. Die Truppen des Prinzen von Vaudemont konnten den französischen Angriff auf Meßkirch nicht standhalten und mussten auf die Höhen von Rohrdorf zurückgehen. General Lecourbe erkannte im Dorf Heudorf den Schlüsselpunkt der gegnerischen Stellung und ließ den Ort mehrmals durch Truppen des Generals Lorge bestürmen.
Die österreichische Absicht, rechts mit den Truppen Gyulays und Erzherzog Ferdinands den Gegner ebenfalls zu umfassen, war nur möglich, weil das französische Korps de Gouvion Saint-Cyr immer noch nicht auf den Höhen von Emmingen und Liptingen eingetroffen war.
Meßkirch wurde gegen 13 Uhr durch Truppen unter Montrichard und Vandamme erstürmt, der Graf von Nauendorf musste seine Truppen gleichzeitig aus Heudorf zurückziehen. Kray verließ die Rohrdorfer Höhe und begab sich nach Thalheim, um von dort seine Reserve gegen die Flanke der in Heudorf eingedrungenen Division Lorge zu führen. Krays Gegenangriff hatte sich noch nicht vor Altheim, Hölzle und Bietingen entfaltet, als General Moreau mit zwei Divisionen in Krumbach eintraf und er selbst das Kommando übernahm. Die Schlacht konzentrierte sich hierauf zwischen Bietingen und Heudorf; bis gegen Abend standen sich die beiden Armeen unentschieden gegenüber.
Das Eintreffen der dritten Division unter Richepanse des französischen Reservekorps bei Boll erschütterte dann bei einem gleichzeitigen Frontal- und Flankenangriff die österreichische Stellung. Die hereinbrechende Dunkelheit bewahrte die Österreicher vor der völligen Niederlage und ermöglichte den Rückzug nach Norden.

## Folgen
Am 6. Mai gingen Krays Truppen bei Sigmaringen auf das linke Ufer der Donau zurück, Moreau rückte auf dem rechten Ufer der Donau vor. Herankommende Verstärkungen unter FML Michael von Kienmayer und Anton Sztáray hielten die österreichische Armee weiterhin kampfkräftig. Kray zog sich auf Biberach zurück, sein linker Flügel ging über Riedlingen, der rechte auf Sigmaringen zurück. Am 9. Mai stieß das Corps von Saint-Cyr in der zweiten Schlacht bei Biberach auf die Nachhut des Feindes und warf die Österreicher erneut. Feldzeugmeister Kray befahl den Rückzug nach Ulm und wurde nach seiner Niederlage in der Schlacht bei Höchstädt (19. Juni) am 31. Juli vom Oberkommando abberufen.

## Künstlerische Verarbeitung

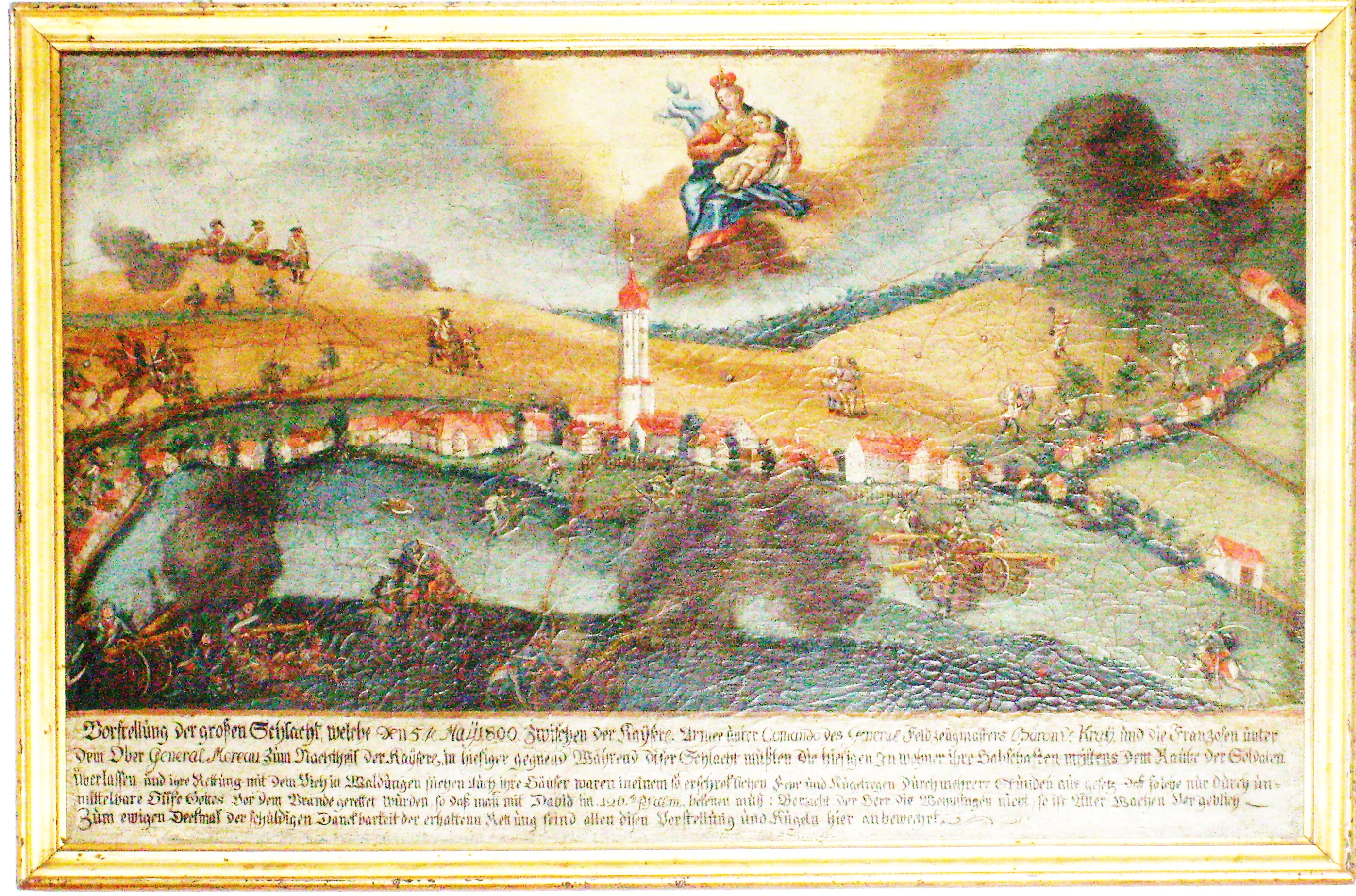
Votivbild in der Pfarrkirche in Rohrdorf

Die Schlacht bei Meßkirch bildet den historischen Hintergrund für das Votivbild in der Pfarrkirche Rohrdorf. Es wurde von der Bevölkerung des Dorfes aus Dankbarkeit für die weitgehende Verschonung während der Kampfhandlungen gestiftet. Es ist die einzige bildliche Darstellung der Schlacht bei Meßkirch.

## Trivia

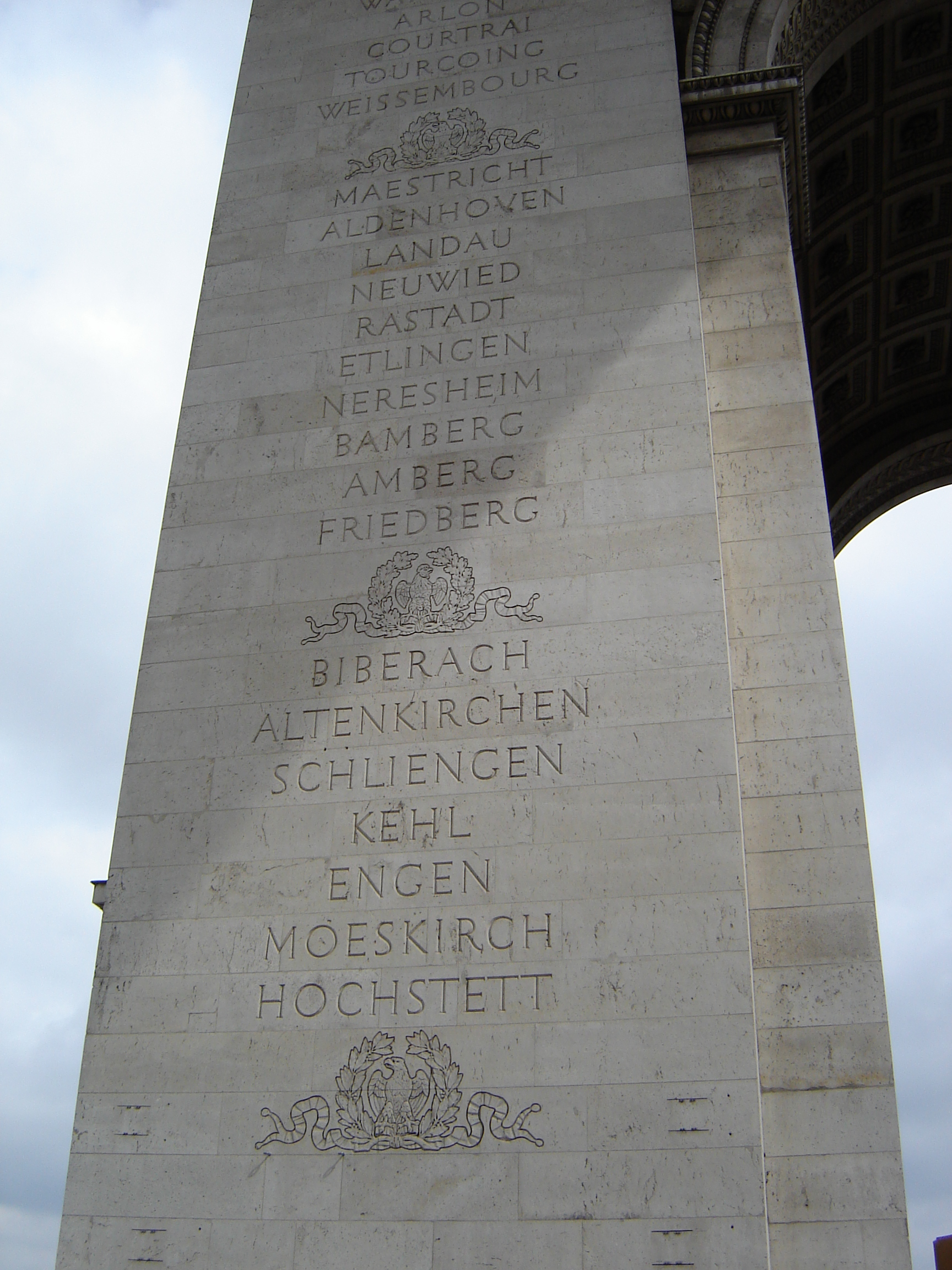
Paris, Arc de Triomphe – Eingemeißelter Name der Schlacht bei Meßkirch

Die Schlacht bei Meßkirch findet sich als Namenseintrag MOESKIRCH auf den Ruhmestafeln des französischen Heeres im Arc de Triomphe in Paris verewigt.